# Claudia Barrett
Claudia Barrett (* 3. November 1929 in Los Angeles, Kalifornien als Imagene Williams; † 30. April 2021 in Palm Desert, Kalifornien) war eine US-amerikanische Schauspielerin. Bekanntheit erlangte sie durch die Rolle der Alice in dem 1953 erschienenen Low Budget Science-Fiction-Film Robot Monster.

## Leben
Imagene Williams wurde 1929 im zu Los Angeles gehörenden Stadtteil Sherman Oaks geboren. Nach dem Besuch der dortigen High School nahm sie ein Jahr Schauspielunterricht im Pasadena Playhouse und war als Darstellerin am Encino Little Theatre tätig.
Im Alter von achtzehn Jahren unterschrieb Williams einen Vertrag bei Warner Brothers. Ihren ersten kleinen Filmauftritt hatte sie 1949 in der Rolle einer Kassiererin im Film noir Sprung in den Tod mit James Cagney und Virginia Mayo. Mit dem Beginn ihrer Schauspielkarriere nahm sie den Künstlernamen Claudia Barrett an, den sich der Produzent Jack L. Warner für die Junge Darstellerin ausgedacht hatte. Bereits nach einem Jahr wechselte Barrett jedoch von Warner Brothers zu Republic Pictures, war dort jedoch nicht fest vertraglich angestellt. Dies ermöglichte ihr, auch in Filmen anderer Filmstudios mitzuwirken.
In den folgenden Jahren war Barrett in fast 70 Spielfilmen und Fernsehserien zu sehen, darunter mehrere Western. Ihren wohl bekanntesten Filmauftritt hatte sie 1953 in der weiblichen Hauptrolle als vom außerirdischen Monster Ro-Man entführte Alice in dem Science-Fiction-Film Robot Monster, der durch sein geringes Budget und die daraus resultierenden schlechten Spezialeffekte als einer der schlechtesten Filme aller Zeiten gilt, dadurch aber den Status eines Kultfilmes erreichte. Den größten Teil ihrer Karriere verbrachte Barrett anschließend mit Auftritten in einer Vielzahl von Fernsehserien, darunter in zwei Folgen von The Lone Ranger in den Jahren 1953 und 1954, 1960 in einer Folge von Lawman sowie 1961 in 77 Sunset Strip. Nach dem Ende ihrer Schauspielkarriere im Jahr 1964 war sie für die Academy of Motion Picture Arts and Sciences tätig.
Claudia Barrett war 1953 bis 1956 mit Alan Wells verheiratet. Die Ehe wurde geschieden. Barrett lebte zuletzt in Palm Desert, wo sie am 30. April 2021 im Alter von 91 Jahren in ihrem Zuhause starb.

## Filmografie (Auswahl)
- 1949: Sprung in den Tod (White Heat)
- 1949: The Story of Seabiscuit
- 1950: Rustlers on Horseback
- 1950: Des Teufels Pilot (Chain Lightning)
- 1950: Wilde Jahre in Lawrenceville (The Happy Years)
- 1950: Juwelenraub um Mitternacht (The Great Jewel Robber)
- 1950: The Old Frontier
- 1951: Night Riders of Montana
- 1952: Desperadoes' Outpost
- 1953: Robot Monster
- 1953/1954: The Lone Ranger (Fernsehserie, zwei Folgen)
- 1954–1959: Im Wilden Westen (Death Valley Days; Fernsehserie, drei Folgen)
- 1955: The Talking Wire (Fernsehfilm)
- 1955: A Life at Stake
- 1955: Streifenwagen 2150 (Highway Patrol; Fernsehserie, eine Folge)
- 1960: Peter Gunn (Fernsehserie, eine Folge)
- 1960: Lawman (Fernsehserie, eine Folge)
- 1961: Der Held der Etappe (The Last Time I Saw Archie)
- 1961: You Have to Run Fast
- 1961: 77 Sunset Strip (Fernsehserie, eine Folge)
- 1962: Flucht aus Zahrain (Escape from Zahrain)
- 1964: Taggart